# Kinyeti
O monte Kinyeti é a montanha mais alta do Sudão do Sul, possuindo uma altitude de 3187 metros. O monte Kinyeti fica localizado no condado de Ikotos, no estado de Equatória Oriental, bem próximo à fronteira Sudão do Sul-Uganda. Antes da independência do Sudão do Sul, o monte Kinyeti era a montanha mais alta do Sudão.
1. ↑  s.r.o, Tripomatic. «Kinyeti em Eastern Equatoria, Sudão do Sul». travel.sygic.com. Consultado em 24 de setembro de 2023